# Одра (притока Рванця)
Одра — річка в Україні, у Семенівському районі Чернігівської області. Ліва притока Ірванця (басейн Дніпра).

## Опис
Довжина річки 14 км., похил річки — 1,6 м/км. Площа басейну 71,7 км².

## Розташування
Бере початок біля Довжика. Тече переважно на північний схід і у Машевому впадає у річку Ірванець, ліву притоку Ревни.